# Jean-Marc Providence
Jean-Marc Providence (1953-) est un muséologue français. Ancien chef du département des expositions à la Cité des sciences et de l'industrie, concepteur du Compa, conservatoire de l'Agriculture, à Mainvilliers-Chartres et du Parc d'aventures scientifiques et de société à Frameries en Belgique et de nombreux musées en France comme à l'étranger, commissaire de plusieurs expositions du Pavillon de la France (expositions universelles et internationales), ancien directeur général adjoint au conseil général d'Eure-et-Loir, ancien directeur du Conservatoire de l'Agriculture - Musée du Compa, concepteur et chef de projet de l'Atelier-musée de l'imprimerie à Le Malesherbois, enseignant des politiques culturelles à l'Université d'Orléans, consultant et ancien membre du Haut Conseil des Musées de France.

« Car c’est également dans cette tension du plaire en même temps à ceux qui comptent et à ceux qui sont comptés que se situe le ressort d’une exigence culturelle et donc de l’exigence muséale. L’exigence d’être entendu sans céder à la facilité, d’un côté, d’une démagogie abêtissante et abaissante, de l’autre, d’un élitisme autocélébré et autoréférencé. (...) Le débat ou plutôt la rengaine : ludique/pédagogique appartient à cette même série du disjonctif et du conformisme cognitif, installant une opposition là où il y a un recouvrement. »

— Jean-Marc Providence , notice "Concevoir, réaliser et évaluer une exposition interactive" - Communauté française de Belgique - 2003 

« Je voudrais féliciter notre Pavillon français qui est superbe et en particulier l'extraordinaire film sur la dégradation de la nature qui a été fait par Monsieur Jean-Marc Providence et qui est véritablement une œuvre d'une très très grande qualité. »

— Jacques Chirac,  Point presse du président de la République - 27 mars 2005  

## Formation
- Diplômé de science politique (Institut d'Etudes Politiques de Paris);
- DEA d'économie ;
- Doctorat en sciences sociales.

## Parcours professionnel[3]
Enseignant et chercheur à l'Université Paris X Nanterre, Jean-Marc Providence choisit à la fin des années 1970 de s'investir dans le champ culturel, après avoir soutenu sa thèse "Le changement en agriculture : Saint-Jean-Brévelay", sous la direction d'Henri Mendras, avec Edgar Morin comme Président de jury et en présence d'Alain Corbin.
Il devient directeur de l'écomusée de la Forêt d'Orléans, puis se forge une expérience reconnue dans la réalisation d'expositions de vulgarisation scientifique et technique en tant que directeur de département à la Cité des sciences et de l'industrie. Il appliquera cette approche pédagogique et ludique à sa mission de directeur du Compa, confiée par Jack Lang. Il transforme progressivement le lieu, conservatoire essentiellement consacré au machinisme agricole, en un musée de société sur les questions économiques et sociales liées à l'agriculture. Il en fit l'un des premiers musées de la région Centre par sa fréquentation grâce à un recrutement très actif de publics scolaires et à une programmation aussi riche que diverse.
Le Compa a définitivement fermé ses portes en 2020, après un lent déclin.
La Maison de la Beauce à Orgères-en-Beauce fut également une création, à laquelle n'adhéra pas le public.
En 2002, il est choisi par Catherine Trautmann pour concevoir le contenu de l'exposition internationale 2004 qui devait être organisée en Seine-Saint-Denis. Après l'abandon du projet par le Gouvernement Raffarin, il rebondit en intégrant le dispositif chargé de l'exposition du pavillon de la France à l'exposition internationale de Aichi. À la suite de la réussite du projet, saluée par Jacques Chirac, président de la République, il est à nouveau chargé de concevoir le pavillon de la France à l'exposition internationale de Saragosse, sur le thème de l'eau.
La carrière de Jean-Marc Providence semble connaître cependant un échec relatif, avec le Parc d'aventures scientifiques et de société (Pass), « Cité des sciences et de l'industrie belge » dont la fréquentation apparaît insuffisante à certains bien qu'accueillant au maximum 80.000 visiteurs par an, et régulièrement contesté en raison de son coût (Architecte Jean Nouvel). Le gouvernement de la Région wallonneen fera porter en 2005 la responsabilité à Jean-Marc Providence en lui proposant de le repositionner sur son cœur de compétences en tant que secrétaire général et directeur scientifique.
Ce désaccord sur le diagnostic conduit Jean-Marc Providence à amplifier ses activités de consultant et de commissariat d'expositions notamment en Russie et plus particulièrement à Moscou où il conduit le projet de Cité des Sciences et mène à bien le Centre écologique de la ville.
Depuis, Jean-Marc Providence adopte un profil atypique, alliant des fonctions dans des structures publiques (ancien directeur général adjoint du conseil général d'Eure-et-Loir) chargé de l'Éducation et de la Culture, et celles de conseil. Il a conduit par exemple la conception de l'Atelier-Musée de l'Imprimerie à Le Malesherbois (Loiret). Il préside actuellement le Prix littéraire des Grands Espaces-Maurice Dousset.

### Structures publiques
- Années 1970 : maître de conférence en sociologie rurale (Université Paris X Nanterre) ;
- Années 1980 : directeur de l'écomusée de la forêt d'Orléans [6] ;
- 1990-1995 : chef du département expositions permanentes et chargé de mission "grands projets" à la Cité des sciences et de l'industrie ;
- 1990- : directeur du Compa (Conservatoire du machinisme et des pratiques agricoles) ;
- 2000-2005 : directeur général du Parc d'aventures scientifiques (Le Pass ; Frameries - Belgique) ;
- 2005- : secrétaire général du conseil d'administration du Pass, conseiller scientifique et muséologique ;
- 2004- 2015: directeur général adjoint chargé des Cultures et de l'Education au Conseil général d'Eure-et-Loir ;
- 2002-2005 : commissaire de l'exposition du Pavillon de la France à l'exposition universelle d'Aichi (2005);

### Activité de conseil
- 2002 : chargé de la définition du projet de l'exposition universelle de 2004 (qui était prévue sur le site de l'aire des vents en Seine-Saint-Denis) [7] ;
- 2002 : directeur général adjoint de la direction des programmes et de la production de Semimages [8] ;
- 2005- : fondateur de l'agence Placepublique (Bruxelles), spécialisée dans la conception et la réalisation de projets culturels ;
- 2005-2008 : commissaire de l'exposition du Pavillon de la France à l'exposition internationale de Saragosse (2008) ;
- 2006 : étude de faisabilité d'une cité des sciences dans le parc du Centre panrusse des expositions pour la ville de Moscou ;
- 2008 : conception de l'habillage du bâtiment Juste Lipse (siège du conseil européen à Bruxelles) dans le cadre de la présidence française du conseil européen [9];
- 2008 : commissaire de l'exposition "Le Pavillon du bonheur provisoire" à l'Atomium de Bruxelles;
- 2016 : concepteur de l'Atelier-Musée de l'Imprimerie, à Le Malesherbois (Loiret).

### Commissariats d'expositions

#### Au Compa, Conservatoire de l'agriculture à Chartres
- Exposition du 19 février 2003 au 5 avril 2004 : " Veaux, vaches, cochons, couvées..." - Qu’est ce qu’on mange ? Quel rapport avons-nous à la consommation de viande, et des animaux élevés à cette fin ? Tout, vous saurez tout sur la filière viande ! De l’agriculture à l’alimentation, cette exposition explore les différentes étapes de production et de consommation.
- Exposition du 21 septembre 2004 au 25 août 2005 : " Parfums... Le pouvoir des odeurs " - Cette exposition exceptionnelle met en vedette un sens longtemps considéré comme mineur, l'odorat, devenu depuis quelque temps très à la mode, qui fait aujourd’hui l’objet d’une promotion marketing et réhabilitation scientifique et symbolique.
- Exposition du 20 octobre 2006 au 5 décembre 2008 : "Affiches de campagnes. Le rural et ses images 1860-1960 " - L’iconographie rurale est à l’honneur au Compa. L’exposition "Affiches de campagnes, le rural et ses images 1860-1960" est l’occasion de présenter 200 affiches agricoles, publicitaires et de propagandes.
- Exposition du 19 février 2009 au 1er août 2010 : " Eaux " - Liquide, gazeuse, solide, pourquoi l’eau change-t-elle de forme ? Comment les plantes résistent-elles à la sécheresse ? Savez-vous que les méduses sont constituées à 98% d’eau ? Et qu’en est-il de la répartition de l’eau dans le monde, de la pollution des nappes phréatiques, notamment en Eure-et-Loir ? Autant de questions qui vous taraudent et auxquelles l’exposition "Eaux" répond. Un mur d’eau, des perles de pluie, un aquarium de méduses… Des installations spectaculaires et une immersion totale dans l’univers de cet élément qui fascine par ses contrastes.
- Exposition du 9 octobre 2010 au 11 décembre 2011 : " Manger des yeux " - La faim est le sujet majeur de la grande exposition annuelle « La fin de la faim // Comment nourrir les hommes ? ». Le Compa a donc invité l’artiste plasticien Jean-Luc Parant, de renommée nationale (Musée d’Art Moderne de la ville de Paris, Centre Georges Pompidou…), dont le travail sur les boules interroge le statut de l’aliment.
- Exposition du 5 novembre 2010 au 30 décembre 2011 : " La fin de la faim // Comment nourrir les hommes ? " - Alors qu’une personne sur six souffre de la faim aujourd’hui dans le monde, soit plus d’un milliard d’individus, le Compa - Conservatoire de l’agriculture, souhaite sensibiliser le public aux grandes questions de l’alimentation, au travers de son exposition de 600 m2.
- Exposition du 13 avril 2012 au 1er septembre 2013 : " Images // Paysages - Histoires des représentations du territoire " - Cette exposition propose d'interroger les images des paysages pour tenter de comprendre les représentations d'un territoire, celui d'Eure-et-Loir, et, ce faisant, ses mutations. Près de 500 photographies sont exposées, rapprochées, confrontées, questionnant le paysage eurélien mais également la place de l'homme et la façon dont il perçoit et vit un territoire en profonde évolution.
- Exposition du 13 avril au 30 décembre 2012 :  " Le paysage sculpture ", Jean Anguera - Parallèlement à l’exposition « Images//Paysages » le Compa a invité l’artiste Jean Anguera, dont les sculptures et les dessins sont une occasion de questionner le regard sur les grands espaces et les paysages de Beauce.
- Exposition du 19 mai au 31 août 2012 :  " Un entre-deux ", Alain Bujak - Ce n'est plus la ville, et ce n'est pas encore la campagne. Entre chien et loup, et quand la nuit s'étend, ces paysages sont comme un ailleurs qui relève du rêve et du mystère. Ce n'est plus tout à fait un paysage réel, et ce n'est pas un paysage imaginaire. Une trentaine de photographies en couleur sont exposées pour la première fois, elles ont été réalisées aux alentours de la ville de Dreux, dans des endroits tout à fait inattendus, à la lisière de la ville et de la campagne, entre deux territoires. Elles nous transportent dans un univers très poétique entre le réel et l’imaginaire.
- Exposition du 10 juillet au 30 décembre 2012 :  " Sur les pas de Jean-François Millet... Christian Malon " - Dans le cadre de l’exposition « Images // Paysages », Le Compa propose une exposition extérieure en libre accès (esplanade du site) sur le peintre et dessinateur Jean-François Millet (1814-1875) et le photographe contemporain Christian Malon. Cette exposition croise et met en parallèle les deux regards de ces artistes issus du monde rural.

#### A l'Ar[t]senal, Centre d'art contemporain à Dreux
- Exposition du 18 octobre 2013 au 16 avril 2014 : " ÁNGEL ALONSO " - Après la très belle exposition Alonso, présentée notamment au Musée des Beaux-Arts de Madrid en 1997, la centaine d’œuvres rassemblées à l’Ar[t]senal à partir d’octobre 2013 montre qu’Ángel Alonso, contemporain et ami très proche de Nicolas de Staël et Pierre Tal-Coat n’a rien à leur envier, lui qui écrivait en 2003 : « Interroger le vide, le silence, l’inquiétude. L’enregistrer ».
- Exposition du 17 mai au 14 septembre 2014 : " Graphotopophotologies  " - Sous ce titre long et mystérieux se cache une EXPOSITION (on pourrait dire aussi une INSTALLATION) entrevue, vue et revue, entre deux artistes qui savent qu’expliquer peut instruire mais peut ne pas suffire à sentir ou à ressentir.
- Exposition du 25 octobre 2014 au 31 mars 2015 : " Jean-Pierre SCHNEIDER  " - Souvent de grand format, les tableaux de Jean-Pierre Schneider se déclinent par séries qui explorent à travers un même sujet différentes compositions plastiques. L’œuvre de Jean-Pierre Schneider s’offre ainsi comme des moments suspendus, des instants précieux d’équilibre et de poésie.
- Exposition du 24 avril au 11 octobre 2015 : " Chimères  ", Alain Controu - Depuis 2011, Alain Controu travaille sur les nouvelles techniques d’impression numérique que son expérience de la gravure amène à aborder d’une façon singulière. Cette exposition, la première de cette importance, rassemble à la fois des œuvres récentes et d’autres spécialement conçues pour l’occasion.

#### Auxarchives départementales d'Eure-et-Loirà Chartres
- Exposition du 7 décembre 2012 au 17 mars 2013 : " Paysans ? Le grand chambardement " - Elle raconte les grandes mutations qui ont affecté les sociétés rurales depuis 1870 à travers deux thématiques principales : Le paysan et la modernité - le paysan et la ferme. Affiches publicitaires, plans et cartes anciennes, jouets et maquettes, vidéos, films d’archives et témoignages sonores illustrent ce grand chambardement qui saisit les sociétés paysannes entre 1870 et aujourd’hui.
- Exposition du 20 septembre 2014 au 27 mars 2015 : " Les cartes et le territoire - L'invention de l'Eure-et-Loir " - Des cartes précieuses et rares dessinées sous l’Ancien Régime jusqu’au « tout cartographiable d’aujourd’hui », la carte, bien qu’oubliant de s’interroger et de nous interroger sur ces desseins, façonne notre connaissance du territoire et oriente notre regard.

A l'Atelier-Musée de l'Imprimerie à Le Malesherbois
- Exposition "Le temps des Vinyles" de juin 2020 à décembre 2021 : "C’est le temps des copains, le temps des images" - 280 pochettes toutes plus étonnantes ou mythiques les unes que les autres, les unes de Salut Les Copains accompagnées d’extraits de l’émission éponyme sur Europe 1, les affiches cultes et les costumes des idoles de l’époque. LE TEMPS DES VINYLES pour décrypter la culture graphique, artistique et visuelle des années 60/80, une révolution des oreilles et des yeux.. Une exposition unique liant arts graphiques, arts plastiques… et musique.
- Exposition "Chimères", dédiée à des travaux de l'artiste plasticien Alain Controu, du 19 octobre 2021 au 21 mars 2022. Inaugurée en présence de Régis Debray, Jean-Pierre Chevènement et Nisa Chevènement pour sa sculpture "Le Livre du temps" et François Bonneau, Président de la Région Centre-Val de Loire.
- Exposition "Le chemin vers soi", de Jean Anguera et Patrick de Carolis, membres de l'Académie des Beaux-Arts, du 13 mai au 8 octobre 2023.